# 尚日
尚日（法語：Chaingy，法語發音：[ʃɛ̃ʒi]）是法国卢瓦雷省的一个市镇，位于该省西部，卢瓦尔河右岸，属于奥尔良区。

## 地理
尚日（47°53'1"N, 1°46'23"E）面积21.69 平方千米，位于法国中央-卢瓦尔河谷大区卢瓦雷省，该省份为法国中北部省份，北起埃松省，西北接厄尔-卢瓦省，西南接卢瓦-谢尔省，南至涅夫勒省和谢尔省，东临约讷省，东北接塞纳-马恩省。
与尚日接壤的市镇（或旧市镇、城区）包括：比西圣利法尔、拉沙佩勒圣梅曼、莫沃河畔于索、安格雷、马罗欧普雷、圣艾、圣普里韦-圣梅曼。

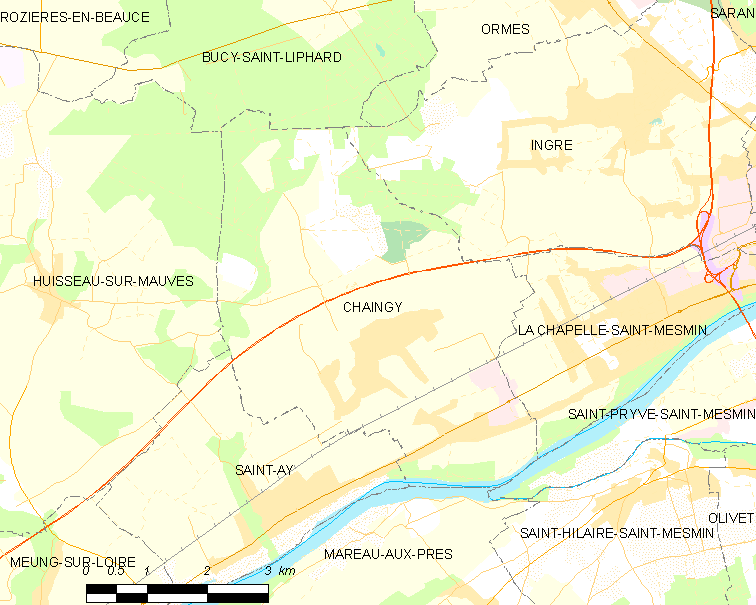
尚日的OSM定位图

尚日的时区为UTC+01:00、UTC+02:00（夏令时）。

## 行政
尚日的邮政编码为45380，INSEE市镇编码为45067。

## 政治
尚日所属的省级选区为卢瓦尔河畔默恩县。

## 人口

1962-2008年间尚日人口变化图示

尚日于2022年1月1日时的人口数量为4081人。